# Homoeoschiza minor
Homoeoschiza minor är en skalbaggsart som beskrevs av Decelle 1979. Homoeoschiza minor ingår i släktet Homoeoschiza och familjen Melolonthidae. Inga underarter finns listade i Catalogue of Life.